# Ерік Кушнір
Ерік Кушнір (угор. Kusnyír Erik; нар. 7 лютого 2000, Нижній Коропець, Закарпатська область, Україна) — український та угорський футболіст, півзахисник «Дебрецена».

## Клубна кар'єра
Народився в селищі Нижній Коропець, Закарпатська область. Мати — етнічна угорка, батько — українець. Футболом розпочав займатися в ФК «Мункач». З 2014 року займався в молодіжній академії львівських «Карпат».
30 вересня 2016 року підписав контракт з клубом «Тарпа» з Класу «А» групи II, у футболці якого зіграв 6 матчів.
До складу «Дебрецена» приєднався 14 лютого 2017 року. Талановитий півзахисник спочатку виступав за команду U-17 (14 матчів), допоки не був переведений до першої команди клубу. Дебютував за першу команду «Дебрецена» 5 травня 2018 року, коли головний тренер клубу Андраш Герцег випустив гравця на 6 хвилин у програному матчі проти «Будапешт Гонвед».
Ерік здатний зайняти декілька позицій у захисті. Проте переважно використовується на позиції правого захисника або опорного півзахисника.

## Кар'єра в збірній
Вперше до табору національної збірної України Андрій Шевченко викликав Кушніра у травні 2019 року для участі в тренувальному зборі.

## Статистика виступів

### Клубна
Станом на 11 липня 2019
| Клуб              | Сезон | Ліга  | Ліга | Кубок | Кубок | Європа | Європа | Загалом | Загалом |
| Клуб              | Сезон | Матчі | Голи | Матчі | Голи  | Матчі  | Голи   | Матчі   | Голи    |
| ----------------- | ----- | ----- | ---- | ----- | ----- | ------ | ------ | ------- | ------- |
| «Дебрецен»        |       |       |      |       |       |        |        |         |         |
| 2017–18           | 5     | 0     | 3    | 0     | –     | –      | 8      | 0       |         |
| 2018–19           | 22    | 0     | 5    | 0     | –     | –      | 27     | 0       |         |
| 2019–20           | 0     | 0     | 0    | 0     | 1     | 0      | 1      | 0       |         |
| Загалом           | 27    | 0     | 8    | 0     | 1     | 0      | 36     | 0       |         |
| Усього за кар'єру |       | 27    | 0    | 8     | 0     | 1      | 0      | 36      | 0       |